# كتب لعالم أفضل
كتب لعالم أفضل هي شركة بيع كتب أمريكية على الإنترنت للكتب المستعملة والجديدة، وقد تأسست في عام 2002 من قبل طلاب جامعة نوتردام بولاية إنديانا. يأتي مخزون الكتب المستخدمة في شركة كتب لعالم أفضل بشكل أساسي من حملات الكتب المنتظمة في أكثر من 1800 كلية وجامعة والتبرعات من أكثر من 3000 نظام مكتبة، بالإضافة إلى صناديق التبرعات الموجودة في الزوايا وفي حرم الجامعات. تمتلك الشركة مستودعات توزيع في ميشاواكا، إنديانا، ورينو، ونيفادا، وداين، واسكتلندا.

## التأريخ
في عام 2001، بعد فترة وجيزة من تخرجهم من جامعة نوتردام، باع مؤسسو كتب لعالم أفضل كريستوفر فوكس، وكزافيي هيلجسين، وجيف كور تزمان، كتبهم المدرسية المستعملة عبر الإنترنت. صاغوا الثلاثة بعد ذلك خطة عمل باستخدام خبرتهم في بيع الكتب عبر الإنترنت. في عام 2002، فوكس وهيلجسين نظموا حملة لبيع الكتب استفاد منها مركز روبنسون التعليمي المجتمعي في ساوث بيند بولاية إنديانا. خلال الحملة، قاموا بجمع وبيع 2000 كتاب، مما أدى إلى جمع 10000 دولار. وذهب نصف عائدات الحملة لدعم مبادرات محو الأمية في المركز المجتمعي.
في عام 2003، دخل المؤسسين الثلاثة في خطة أعمالهم في مسابقة نوت ردام للمشروع الاجتماعي للأعمال، والتي رعاها مركز جي جوت لدراسات ريادة الأعمال في كلية ميندوزا للأعمال بجامعة نوتردام. وربحوا المنافسة، مع جائزة كبرى قدرها 7000 دولار وإرشاد من رجل الأعمال ديفيد ميرفي. عمل مورفي رئيس ومدير تنفيذي لشركة كتب لعالم أفضل من عام 2004 إلى عام 2011، قبل مغادرته لتوجيه برنامج ماجستير ريادة الأعمال في نوت ردام (أي اس تي أي أي ام).

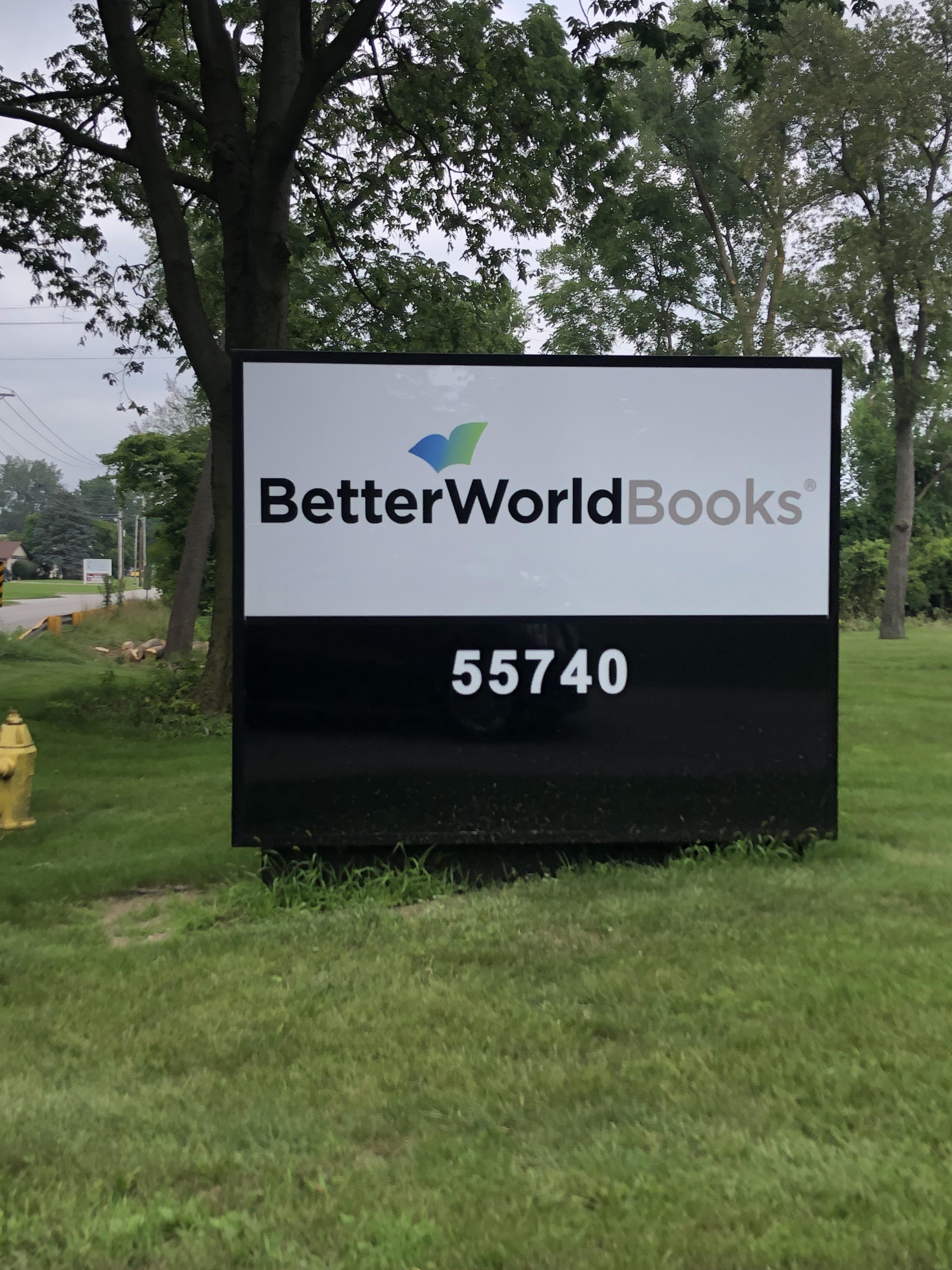
وقع للشركة خارج المقر الرئيسي العالمي للكتب العالمية الأفضل في ميشاواكا، إنديانا.

حصلت شركة كتب لعالم أفضل على حد ائتمان مدعوم من إدارة الأعمال الصغيرة بالولايات المتحدة في عام2004. في أبريل 2008، حصلت شركة كتب لعالم أفضل على 4,5 مليون دولار إضافية في رأس المال الاستثماري عبر ال سي سي، وجود كابيتول و18 مستثمرًا من القطاع الخاص.
في عام 2008، افتتحت الشركة عملية في دنفر ملاين، واسكتلندا، وبدأت موقعًا إلكترونيًا للمملكة المتحدة في عام2010. في
عام 2016، افتتحت الشركة مركز توزيع جديدًا في مدينة رينو بولاية نيفادا، مما أدى إلى خلق 150 وظيفة جديدة.
وصادق مختبر بي غير الربحي على (كتب لعالم أفضل) على أنها (شركة بي)، مما يعني أنها تلبي معايير معينة للرفاهية الاجتماعية، لأنها تتبرع بالكتب أو بنسبة من أرباحها لبرامج محو الأمية في جميع أنحاء العالم. اعتبارًا من عام 2013، تبرعت الشركة بما يقدر بـ 14 مليون دولار في إطار هذا البرنامج.
في مارس 2019، أعلنت شركة كتب لعالم أفضل عن إغلاق آخر موقع للبيع بالتجزئة لها في جوشين، إنديانا. اتَخذَ القرار من أجل المنظمة لتحسين عمليات التجارة الإلكترونية والوصول إلى المزيد من الناس.
تكشف الشركة عن معلومات حول الأموال التي جمعت، والكتب المُعاد استخدامها أو المعاد تدويرها، والكتب التي تبُرِعَ بها في شريط على صفحة(التأثير) الخاصة بها. اعتبارًا من عام 2019، تتعامل شركة كتب لعالم أفضل مع حوالي 30 مليون كتاب وارد سنويًا، بيعت 10 منها والتبرع بـ 10 للشركاء.
في 6 نوفمبر 2019، استحوذت مكاتب لعالم أفضل، وهي منظمة غير هادفة للربح ومتوافقة مع المهام، تابعة لشريك منذ فترة طويلة، هو إنترنت أرشيف. تتمثل الخطة في رقمنه العديد من الكتب ونشرها على الإنترنت. بين يوليو 2019 ومارس 2020، تبرعت كتب لعالم أفضل بأكثر من 700000 كتاب (محسوبة برقم أي اس بي ان المميز) لأرشيف الإنترنت. تبُرِعَ بأكثر من 1,4 مليون كتاب في عام 2020 وما يقارب مليون كتاب في النصف الأول من عام2021.